# 조흥 (기업)
조흥은 1959년에 설립한 대한민국의 식품회사이다.

## 역사
- 1959년 - 조흥화학공업(주)
- 2004년 - (주)조흥

## 같이 보기
- 오뚜기